# Sondre
Sondre ist ein männlicher norwegischer Vorname, der aus dem Altnordischen stammt. Größte Beliebtheit erfuhr der Name im Jahr 1993. Im Jahr 2019 hatten 9312 Norweger diesen Vornamen.

## Namensträger

### Personen
- Sondre Bratland (* 1938), norwegischer Folkmusiker
- Sondre Holst Enger, (* 1993), norwegischer Radsportler
- Sondre Turvoll Fossli (* 1993), norwegischer Skilangläufer
- Sondre Justad (* 1990), norwegischer Sänger
- Sondre Lerche (* 1982), norwegischer Sänger
- Sondre Nordstad Moen (* 1991), norwegischer Langstreckenläufer
- Sondre Norheim (1825–1897), Pionier des modernen Skilaufs
- Sondre Olden (* 1992), norwegischer Eishockeyspieler
- Sondre Paulsen (* 1988), norwegischer Handballspieler
- Sondre Ringen (* 1996), norwegischer Skispringer
- Sondre Rossbach (* 1996), norwegischer Fußballtorhüter
- Sondre Gjerdevik Sørtveit (* 1988), norwegischer Radrennfahrer

### Kunstfiguren
- Sondre (Maskottchen), offizielles Maskottchen der Winter-Paralympics 1994 in Lillehammer